# Chiesa del Sacro Cuore di Gesù (Lido di Jesolo)
La chiesa del Sacro Cuore di Gesù è la principale parrocchiale di Lido di Jesolo, nella città metropolitana di Venezia.

## Storia
Dopo la costruzione della prima chiesa del Lido di Jesolo, la Chiesa di Santa Maria Ausiliatrice e in seguito al notevole aumento della popolazione residenziale e turistica avvenuto nel secondo dopoguerra, si rese necessario edificare una nuova e grande chiesa. L'incarico di elaborare il progetto venne affidato all'architetto Ernesto Damiani. La prima pietra venne posta il 6 agosto 1950 dal Patriarca di Venezia Mons. Carlo Agostini e, l'anno successivo, la chiesa "al grezzo" era già aperta al culto. Il 9 marzo 1954 venne istituita come sede curaziale e il 1º maggio 1956, fu eretta a parrocchiale.

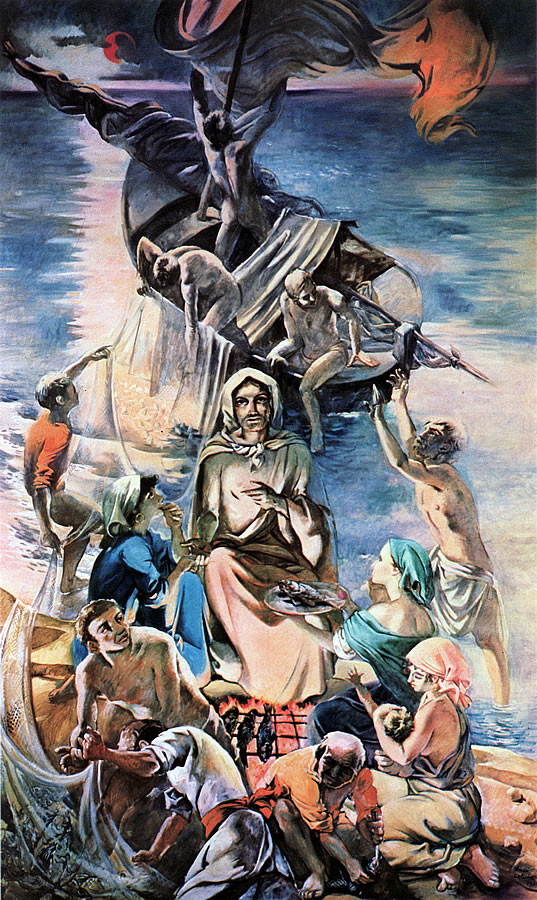
Ernani Costantini, Giovanni cap. XXI, 1979, olio su tela, 650 x 400 cm

Domenica 11 novembre 1979 l'edificio sacro venne consacrato dal Patriarca di Venezia, Card. Marco Cè.
Priva di una torre campanaria e di vere campane, la chiesa è comunque provvista di un dispositivo elettronico per la diffusione del suono dei sacri bronzi.